# Ditha Holesch
Ditha Holesch (* 9. Juni 1901 in Tullnerbach-Lawies in Niederösterreich; † 26. Oktober 1992 in Wien) war eine österreichische Autorin von Tierromanen für Jugendliche und Erwachsene. Holesch lebte längere Zeit in Brasilien und Kanada, und viele ihrer Bücher spielen außerhalb Österreichs. Am bekanntesten ist bis heute ihr Erstlingswerk Der schwarze Hengst Bento.

## Leben
Geboren wurde Ditha Holesch als Editha Maria Julie Clementine Friedrich. Sie war die Tochter des in Wien-Fünfhaus praktizierenden Apothekers Adolf Friedrich, dessen Vater Adolf Friedrich (1833–1902) von 1873 bis 1890 Bürgermeister von Fünfhaus war und nach dem 1886 der Friedrichsplatz in Rudolfsheim/Fünfhaus benannt wurde.
Die Apothekerstochter wuchs in einer wohlhabenden Familie auf, besuchte das Gymnasium und nach dessen Abschluss eine landwirtschaftliche Schule. Im Oktober 1919 heiratete sie in Wien-Fünfhaus achtzehnjährig den ein Jahr älteren Landwirt Franz Geschwandtner. Noch vor ihrem 19. Geburtstag verließ sie – wahrscheinlich mit ihrem Ehemann – ihre Heimat. Mit einer organisierten Auswanderungsgruppe versuchte sie sich in Südbrasilien auf eigenem Grund und Boden niederzulassen. Doch in der neuen Heimat angekommen stellte sich heraus, dass die Organisation die Auswanderer um ihre Gelder betrogen hatte und ihnen kein Land zur Verfügung stand. Ditha Geschwandtner verdingte sich zunächst auf einer Kaffeeplantage. Als sie sich schließlich eigenes Land leisten konnte, verringerten oder vernichteten Unwetter und Schädlinge die erste Ernte.
Noch vor ihrem 21. Geburtstag, im Jahr 1921, versuchte Ditha Geschwandtner daher erneut mit einer Auswanderung ihr Glück und zog mit anderen von Südbrasilien enttäuschten Europäern in die kanadische Provinz Alberta an den Peace River. Doch auch hier konnte die Österreicherin nicht Fuß fassen. Sie kehrte zurück nach Brasilien und arbeitete auf einer Fazenda, einer Farm mit großen Rinder- und Pferdeherden, die von Gauchos gehütet wurden. Einige ihrer Eindrücke aus dieser Zeit verarbeitete die junge Frau 15 Jahre später in ihrem ersten Roman, Der schwarze Hengst Bento. Als sie 1922 vom Tod ihres Vaters erfuhr, kehrte sie zurück nach Österreich. Kurz darauf wurde ihre erste Ehe annulliert. Zurück in Österreich arbeitete die junge Frau zunächst in der Apotheke ihres Vaters und später journalistisch.
Im Alter von 25 Jahren heiratete die Österreicherin 1926 erneut, den späteren Schriftsteller und Verleger Oskar Holesch, der ein Jahr älter als sie war. 1937 veröffentlichte Ditha Holesch ihr erstes Buch. Der Jugendroman Der schwarze Hengst Bento erzählt von einem deutschen Trakehnerhengst, der nach Brasilien verschifft wird, dort den Menschen entkommt und diverse Abenteuer mit einer von ihm „gestohlenen“ Pferdeherde in der Wildnis erlebt. Das Buch wurde bei Ersterscheinen mit von Holesch geschossenen Schwarzweiß-Photographien illustriert.
Im folgenden Jahr reiste das Ehepaar Holesch nach Brasilien. Laut dem Deutschen Literatur-Lexikon/Biographisch-bibliographischen Handbuch handelte es sich dabei um eine (erneute) Auswanderung, an anderer Stelle wird die Reise als bloßer Besuch dargestellt. In südbrasilianischen Siedlungen hatte Ditha Holesch die Gelegenheit, von älteren Bewohnern über die koloniale Vergangenheit des Landes und Kämpfe der europäischen Einwanderer gegen die Indios zu hören. Bald darauf (1939?) kehrte Ditha Holesch nach Österreich zurück und ließ sich wieder als freie Schriftstellerin in Wien nieder. Dort starb sie 1992.
Ditha Holesch veröffentlichte zahlreiche Jugendromane, deren Hauptfiguren in der Regel ein einziges Tier ist. Aus dessen Sicht werden seine Erlebnisse erzählt, wobei Holesch weitgehend ohne Vermenschlichung auskommt. Für die Erlebnisse und die Umgebung der Geschichten verarbeitete Holesch wiederholt eigene Eindrücke, unter anderem von ihrer Brasilienreise 1938.
Einige von Holeschs Büchern wurden in mehrere Sprachen übersetzt, so ins Niederländische, Schwedische, Französische, Dänische und Lettische. Insbesondere Der schwarze Hengst Bento erfreut sich bis heute großer Beliebtheit. Allein die deutschen Auflagen, gedruckt von verschiedenen Verlagen, liegen im zweistelligen Bereich.

## Werke
- Der schwarze Hengst Bento, Berlin 1937
- Manso, der Puma, Berlin 1939
- Der Hund Xingu, Berlin 1941
- Mondlicht, Wien 1948
- Tschief, Rüschlikon-Zch. 1948
- Schatten über Itaoca, Wien 1949
- Ruta, die Schäferhündin, Berlin 1954
- Der Gamsbock Tschief und seine Berge, Berlin 1955
- Urian, Berlin [u. a.] 1958
- El Fuego, Berlin 1962
- Die Stute Grisanna, Würzburg 1979

## Belege und Anmerkungen
1. 1 2 3 4 5 6 7  Kurzbiographie auf literaturzirkel.eu (ohne Autoren- und Datumsangabe) (Seite nicht mehr abrufbar, festgestellt im April 2018. Suche in Webarchiven)  Info: Der Link wurde automatisch als defekt markiert. Bitte prüfe den Link gemäß Anleitung und entferne dann diesen Hinweis. (abgerufen am 18. Januar 2010).
2. ↑  Vermutlich war der Bürgermeister ebenfalls Apotheker; denn bereits 1864 gab es in Fünfhaus einen Apotheker namens Dr. Adolf Friedrich, Mitglied der Zoologisch-Botanischen Gesellschaft Österreich: Zoologisch-Botanische Gesellschaft Österreich (Hrsg.): Stand der Gesellschaft am Ende des Jahres 1864. In: Verhandlungen der Zoologisch-Botanischen Gesellschaft in Wien. 1864, S. XXXIV (PDF-Datei (Memento vom 21. Dezember 2016 im Internet Archive); 1.93 MB, S. 18; abgerufen am 19. Januar 2010).
3. 1 2  Ingrid Bigler: Ditha Holesch. In: Deutsches Literatur-Lexikon. Biographisch-bibliographisches Handbuch. 8. Band. 3. Auflage. 1981.

| Personendaten    | Personendaten           |
| ---------------- | ----------------------- |
| NAME             | Holesch, Ditha          |
| KURZBESCHREIBUNG | österreichische Autorin |
| GEBURTSDATUM     | 9. Juni 1901            |
| GEBURTSORT       | Tullnerbach-Lawies      |
| STERBEDATUM      | 26. Oktober 1992        |
| STERBEORT        | Wien                    |